# Askflugsnappare
Askflugsnappare (Fraseria caerulescens) är en fågel i familjen flugsnappare inom ordningen tättingar. Den förekommer i skogsbryn och tätt skogslandskap i Afrika söder om Sahara.

## Utseende
Askflugsnapparen är en slank, kallt grå flugsnappare med upprätt hållning. Karakteristiskt är också en vit ring runt ögat bruten av ett svart ögonbrynsstreck samt ett kort ljust ögonbrynsstreck. Den saknar de vita yttre stjärtpennorna och den mer vågräta hållningen hos i övrigt lika blek mesflugsnappare. 

## Utbredning och systematik
Askflugsnapparen förekommer i ett stort område i Afrika söder om Sahara. Den delas in i sex underarter med följande utbredning:
- Fraseria caerulescens nigrorum – sydöstra Guinea till Sierra Leone, Ghana och Togo
- Fraseria caerulescens brevicauda – södra Nigeria österut till södra Sydsudan, Uganda och allra västligaste Kenya, söderut till nordvästra Angola och södra Kongo-Kinshasa
- Fraseria caerulescens cinereola – södra Somalia till östra Kenya och östra Tanzania
- Fraseria caerulescens impavida – södra Demokratiska republiken Kongo till sydvästra Angola, Namibia, västra Tanzania och norra Moçambique
- Fraseria caerulescens vulturna – södra Malawi till södra Zimbabwe, nordöstra Sydafrika (Limpopo och Mpumalanga) och norra Swaziland
- Fraseria caerulescens caerulescens – sydligaste Moçambique, södra Swaziland och östra Sydafrika (norra KwaZulu-Natal och centrala Östra Kapprovinsen)

Tidigare fördes den till Muscicapa, men DNA-studier visar att arterna i släktet inte är varandras närmaste släktingar.

## Levnadssätt
Askflugsnapparen hittas enstaka, i par eller i smågrupper i skogsbryn, tätt skogslandskap och plantage. Där kan den slå följe med kringvandrande artblandade flockar som födosöker på medelhög nivå i träden. På flugsnapparvis gör den utfall i luften från en sittplats för att fånga insekter och små ryggradsdjur, för att sedan återvända till samma sittplats.

## Status
Arten har ett stort utbredningsområde och beståndet anses stabilt. Internationella naturvårdsunionen IUCN listar den därför som livskraftig (LC).

## Namn
Artens vetenskapliga släktesnamn hedrar den engelska zoologen Louis Fraser.